# 연제초등학교 (광주)
연제초등학교는 대한민국 광주광역시 북구에 있는 공립 초등학교이다.

## 학교 연혁
- 2004년 12월 29일 연제초등학교 설립인가
- 2005년 9월 1일 연제초등학교 개교, 19학급(618명) 26명 교원 근무
- 2006년 3월 1일 30학급 편성,교실수업개선(수학) 시범학교 지정, 유치원 개원
- 2006년 3월 1일 광주광역시교육청 수학과 교실 수업개선 연구학교 운영(2년간)
- 2007년 3월 1일 33학급(특수 1학급 포함)편성 운영
- 2008년 3월 1일 36학급 편성운영. 교육과학기술부지정디지털교과서 연구학교 운영
- 2008년 9월 1일 제2대 조철진 교장 취임
- 2009년 2월 18일 제3회 졸업생 배출(164명, 총 435명)
- 2009년 3월 1일 39학급 편성 운영
- 2010년 2월 11일 제4회 졸업생 배출(163명, 총 598명)
- 2010년 3월 1일 40학급 편성 운영, 시교육청지정 디지털교과서 연구학교(1차년도) 운영
- 2010년 9월 1일 제3대 정반석 교장 취임
- 2011년 2월 19일 제5회 졸업생 배출(172명, 총 770명)
- 2011년 3월 1일 41학급 편성 운영, 시교육청지정 디지털교과서 연구학교(2차년도) 운영
- 2012년 2월 13일 제6회 졸업생 배출(170명, 총 940명)
- 2012년 3월 1일 40학급 편성 운영
- 2012년 9월 1일 제4대 김형철 교장 취임
- 2013년 2월 20일 제7회 졸업생 배출(200명, 총 1,140명)
- 2013년 3월 1일 38학급 편성 운영, 미래 역량을 기르는 교육력 제고 중점 학교 운영
- 2013년 12월 27일 2013학년도 학교평가(교육성과 영역) 우수학교 선정
- 2014년 2월 19일 제8회 졸업생 배출(149명, 총 1,289명)
- 2014년 3월 1일 37학급으로 편성 운영
- 2014년 12월 23일 2014학년도 방과후 학교 운영 최우수학교 선정
- 2015년 2월 17일 제9회 졸업생 배출(136명, 총 1,425명)
- 2015년 3월 1일 39학급 편성 운영
- 2015년 9월 1일 제 5대 김형자 교장 취임
- 2015년 10월 7일 연제초 수영부 창단
- 2016년 2월 12일 제 10회 졸업생 배출(148명, 총 1573명)
- 2016년 3월 1일 39학급 편성 운영
- 2016년 3월 1일 국가보훈처 나라사랑 시범학교(1차년도) 운영
- 2016년 10월 24일 2016학년도 재정 운영 평가 우수학교 선정
- 2017년 2월 17일 제 11회 졸업생 배출(122명, 총 1695명)
- 2017년 3월 1일 38학급 편성 운영
- 2017년 3월 1일 나라사랑 시범학교 (2차년도)운영
- 2018년 2월 9일 제 12회 졸업생 배출(127명, 총 1822명)
- 2018년 3월 1일 40학급 편성 운영
- 2019년 1월 4일 제 13회 졸업생 배출(135명, 총 1957명)
- 2019년 3월 1일 40학급 편성 운영
- 2020년 2월 6일 제 14회 졸업생 배출(141명, 총 2098명)
- 2020년 3월 1일 40학급 편성 운영
- 2020년 3월 1일 제 6대 신수민 교장 취임
- 2021년 1월 11일 제 15회 졸업생 배출(153명, 총 2251명)
- 2021년 3월 1일 45학급 편성 운영
- 2022년 1월 3일 제 16회 졸업생 배출(152명, 총 2403명)
- 2022년 3월 1일 48학급 편성 운영

## 참고 자료
- 연제초등학교 - 한국교육학술정보원 학교알리미